# Sfruttamento sessuale minorile
Lo sfruttamento sessuale minorile (sigla internazionale CSEC-Commercial sexual exploitation of children) costituisce una forma di coercizione e violenza contro bambini e minorenni in genere, una forma contemporanea di schiavitù lavorativa a fini commerciali sessuali: la dichiarazione del Congresso mondiale contro lo sfruttamento sessuale minorile, tenutosi a Stoccolma nel 1996 ha definito la CSEC come l'abuso sessuale da parte dell'adulto e remunerazione in denaro o in natura al minore o ad una terza persona. Il minore viene trattato come oggetto sessuale e al contempo anche come oggetto commerciale.
Lo sfruttamento sessuale minorile comprende prostituzione minorile, pornografia infantile, turismo sessuale minorile e tutte quelle altre forme di "sesso transazionale" in cui il minorenne s'impegna in attività sessuali per veder soddisfatti alcuni dei suoi bisogni fondamentali, tra cui cibo, riparo, sicurezza e acceso all'istruzione; esso comprende anche le forme di sesso commerciale in cui l'abuso sui minori non viene segnalato dai membri della famiglia a causa di benefici che gliene derivano.
Include inoltre, almeno potenzialmente, anche il matrimonio combinato che venga a coinvolgere persone di età inferiore ai 18 anni, tra un adulto e un minore o tra due bambini, ed in cui il minore stesso non abbia liberamente acconsentito al matrimonio.

## Forme di sfruttamento sessuale minorile
La prostituzione di minori di 18 anni, la pedopornografia e la vendita e il traffico di minorenni, sono considerati reati e forme di violenza contro i minori; forme di sfruttamento economico equiparabili al lavoro coatto o alla schiavitù; i minori rischiano pertanto di riportare danni irreparabili alla salute psicofisica, trovandosi anche ad affrontare rischi di gravidanza precoce e di contrarre malattie sessualmente trasmissibili.
Il traffico di bambini ed il loro sfruttamento sessuale a volte si sovrappongono; da un lato bambini vittime di tratta lo sono spesso a fini eminentemente di commercializzazione sessuale. A volte, alcuni minori vittime di traffico per altre forme di lavoro (per esser arruolati in guerra, assoldati per accattonaggio o lo spaccio di droga) sono successivamente anche vittime di abusi sessuali sul posto di lavoro. Secondo il US Trafficking Victims Protection Act of 2000, la definizione di " più gravi forme di traffico d'esseri umani" comprende anche qualsiasi atto sessuale a scopo commerciale eseguito da un minorenne: pertanto ogni minore che venga sfruttato sessualmente a scopi commerciali si ritrova ad essere vittima di tratta.
Lo sfruttamento sessuale di minori è quindi parte, sebbene distinta, di tutto ciò ch'è "abuso su minori"; la violenza domestica o la violenza sessuale di solito non vengono fatte rientrare nell'ambito dello sfruttamento sessuale a scopi commerciali. Considerata come una delle forme più estreme di lavoro minorile, in termini di convenzioni internazionali e legislative.

## Cause e prevalenza
Le cause che portano allo sfruttamento sessuale minorile sono complesse e i modelli possono differire anche notevolmente da paese a paese: in alcune aree può essere legato al turismo sessuale proveniente dall'estero o associato alla richiesta locale. Nella maggioranza dei paesi sono le femmine a rappresentare la parte più considerevole di vittime, anche se in alcuni luoghi predominano invece i maschi (vedi ad esempio il Bacha Bazi). Il turismo sessuale, come detto, è fonte di domanda di prostituzione, che può divenire facilmente turismo sessuale minorile e pedofilia
Com'è il caso anche per le altre forme di lavoro infantile si può venir spinti da miseria e possibilità di guadagni relativamente alti e facili, ma anche gravi problemi in seno alla famiglia d'appartenenza (un ambiente in cui vi sia poca o nulla protezione o un alto livello di violenza, alcolismo, tossicodipendenza), un qual certo obbligo culturale che impone di contribuir a sostener i familiari; sono tutti questi fattori che possono contribuire ad uno sfruttamento sessuale a fini commerciali. I minorenni che scappano di casa, in certe aree del mondo, li rendono subito altamente suscettibili di abuso; altri fattori di rischio possono essere una scarsa istruzione o una discriminazione sessuale (di genere).
Anche se è impossibile conoscere la reale portata del fenomeno, data la sua natura fortemente illegale, l'Organizzazione internazionale del lavoro (ILO) per l'anno 2003 ha stimato in 1,8 milioni di minorenni sfruttati nella prostituzione o nella pedopornografia in tutto il mondo. Una conoscenza ed istruzione generale offerta ai minori può diminuire le probabilità ch'essi siano sfruttati; una campagna nazionale effettuata in Thailandia ha portato, a partire dall'istruzione di base, ad una sensibilizzazione nei riguardi ad esempio della prostituzione minorile e degli atteggiamenti verso di essa, assieme ad un sistema di sorveglianza capillare per evitare che i bambini vengano costretti a prostituirsi.

## Statistiche
Indagini passate hanno indicato che dal 30 al 35% di tutti coloro che si prostituivano nella sub-regione del Mekong e dell'intero Sudest asiatico erano minorenni tra i 12 e i 17 anni, nella quasi totalità dei casi vittime di sfruttamento.
Rapporti provenienti dal Health System Research Institute rivelavano che i minorenni in Thailandia dentro il mercato della prostituzione erano il 40% del totale.
Si stima che circa 12.000 minori nepalesi, soprattutto bambine, siano vittime ogni anno di tratta a scopo di sfruttamento sessuale commerciale, tra il Nepal, i bordelli dell'India e dei paesi confinanti.
L'UNICEF e il Fondo delle Nazioni Unite per la popolazione stimano che 2 milioni di minorenni siano sfruttati ogni anno all'interno dell'industria del sesso.
Circa l'84% delle ragazze prostitute in Tanzania ha riferito di essere stata violentata e torturata da agenti di polizia, prima ancora che dai clienti o dai trafficanti: alcune di queste ragazze iniziano a lavorare in giovanissima età come domestiche, baby sitter o serve nei campi.
L'UNICEF stima i 60.000 il numero di minorenni che si prostituiscono, o che vengono costretti a farlo, nelle Filippine; molti dei bordelli del paese offrono anche bambini.
In Brasile viene stimato in 250.000 il numero di minorenni che lavorano nel settore della prostituzione minorile o della pedopornografia.
In El Salvador un terzo dei minorenni sfruttati sessualmente sono maschi tra i 14 e i 17 anni. L'età media di entrata nel mondo della prostituzione è posta a 13 anni.
In Malaysia sono alcune centinaia i bambini che ogni anno entrano nel mercato del sesso.
In Vietnam la miseria, il basso livello d'istruzione e disfunzioni familiari varie sono risultati essere le cause primarie di sfruttamento sessuale minorile.
In Sri Lanka i minori diventano spesso preda di sfruttatori attraverso amici e parenti; la prevalenza di bambini che si prostituiscono qui è fortemente legata al turismo straniero.
Si indicava nel 2010 in almeno 100.000 il numero di minorenni vittime di traffico sessuale negli Stati Uniti, mentre quelli che rimangono a rischio sono 325.000.